# Bölcsek kövére 2. – A Klump család
A Bölcsek kövére 2. – A Klump család (eredeti cím: Nutty Professor II: The Klumps) amerikai romantikus sci-fi filmvígjáték, az 1996-os Bölcsek kövére című film folytatása. A film premierje az Amerikai Egyesült Államokban 2000. július 28-án, Magyarországon pedig november 16-án volt. A főszerepben Eddie Murphy látható, aki Sherman Klump professzort, annak családját, valamint sovány alteregóját játssza.

## Cselekmény
|  | Alább a cselekmény részletei következnek! |

Sherman Klump professzornak remek kedve van: szerelmes lesz a DNS-szakértő  Denise Gaines-be, és mellesleg felfedezi a fiatallá tevő szert. Ám minden elront Haver Lamour, Sherman sovány alteregója, aki próbálja átvenni Sherman agya felett az uralmat. Sherman ezt megelégeli, és felfedez egy szert, amivel kiszedi magából Havert-t, ám egy kutya szőrszála miatt Haver életre kell. Miután tudomást szerez Sherman új szeréről megpróbálja azt ellopni és sajátjaként eladni, eközben Sherman rájön, hogy Haver génjei nélkül egyre butább lesz.
|  | Itt a vége a cselekmény részletezésének! |

## Szereplők
| Szereplő | Színész / Eredeti hang | Magyar hang       |
| --- | ---------------------- | ----------------- |
| Sherman Klump professzor / Haver Lamour / Cletus `Papa` Klump / Anna Pearl `Mama` Jensen Klump / Ida Mae `Nagyi` Jensen / Ernie Klump, Sr. / Lance Perkins | Eddie Murphy           | Dörner György     |
| Denise Gaines professzor | Janet Jackson          | Gubás Gabi        |
| Leanne Guilford | Melinda McGraw         | Farkasinszky Edit |
| Richmond dékán | Larry Miller           | Besenczi Árpád    |
| Dr. Knoll | Earl Boen              | Kristóf Tibor     |
| Jason | John Ales              | Stohl András      |
| Ernie Jr. `Hercules` Klump | Jamal Mixon            | Minárovits Péter  |
| Denise szomszédja | Kathleen Freeman       | Gyimesi Pálma     |
| Mrs. Gaines | Anna Maria Horsford    | Zsolnai Júlia     |

## A folytatás
Eddie Murphy már a Shrek a vége, fuss el véle premierjén bejelentette, hogy elkezdte írni a Bölcsek kövére 3. forgatókönyvét, premierje még kérdéses.